# Philippe Apeloig
Philippe Apeloig (Parigi, 1962) è un designer e tipografo francese.

## Biografia
Apeloig ha studiato alla Scuola di arti applicate Duperré e alla Scuola nazionale superiore di arti decorative Ensad. Durante uno stage fatto nello studio Total Design di Amsterdam tra il 1983 e il 1985 inizierà ad interessarsi di tipografia.
Apeloig inizierà la sua carriera di grafico al Museo d'Orsay. Nel 1988 ottiene un finanziamento dal Ministero degli affari esteri francese e parte per lavorare a Los Angeles con April Greiman. Di ritorno da Los Angeles, nel 1989, creerà il proprio studio a Parigi. Nel 1993 diventa membro dell'Accademia di Francia a Roma. Nel 1997 diventa consulente artistico per il Museo del Louvre, di cui diverrà nel 2003 direttore artistico.
Il designer è stato docente di tipografia e progettazione grafica alla Scuola nazionale di arti decorative dal 1992 al 1999, successivamente alla Cooper Union School of Art di New York, dal 1999 al 2002.